# Peter Rýzek
Peter Rýzek (* 12. září 1969) je bývalý slovenský fotbalista.

## Fotbalová kariéra
V československé lize hrál za TJ Slovan Bratislava CHZJD. Nastoupil ve 14 ligových utkáních. Reprezentoval Československo na Mistrovství světa ve fotbale hráčů do 20 let 1989 v Saúdské Arábii.

## Ligová bilance
| Ročník                                      | Zápasy | Góly | Klub                       |
| ------------------------------------------- | ------ | ---- | -------------------------- |
| 1. slovenská národní fotbalová liga 1987/88 | 4      | 0    | TJ Slovan Bratislava CHZJD |
| 1. československá fotbalová liga 1988/89    | 7      | 0    | TJ Slovan Bratislava CHZJD |
| 1. československá fotbalová liga 1989/90    | 7      | 0    | TJ Slovan Bratislava CHZJD |
| CELKEM                                      | 14     | 0    |                            |